# Дозмерка
Дозмерка (Дозмеръёль) — река в России, протекает в Республике Коми. Устье реки находится в 14 км по левому берегу реки Исакова. Длина реки составляет 12 км.

## Этимология гидронима
Гидроним происходит из языка коми, где дозмӧр  — «глухарь».

## Данные водного реестра
По данным государственного водного реестра России, относится к Двинско-Печорскому бассейновому округу, водохозяйственный участок реки — Печора от водомерного поста у посёлка Шердино до впадения реки Уса, речной подбассейн реки — бассейны притоков Печоры до впадения Усы. Речной бассейн реки — Печора.
Код объекта в государственном водном реестре — 03050100212103000064358.